# Trovit
Trovit é um motor de busca vertical especializado em anúncios de classificados. Em março de 2012, quando o site passou a estar disponível em 38 países e em 13 línguas diferentes, ele estava entre um os motores de busca para classificados mais utilizados na Europa e na América Latina.
O nome "Trovit" é derivado do Esperanto e significa "encontrar".